# John Requa
John Requa, né le 1er janvier 1967, est un réalisateur, scénariste et producteur américain. Il collabore fréquemment avec Glenn Ficarra.

## Filmographie

### Réalisateur
- 2009 : I Love You Phillip Morris avec Glenn Ficarra
- 2011 : Crazy, Stupid, Love. avec Glenn Ficarra
- 2013 : Back in the Game (série TV) - épisode pilote avec Glenn Ficarra
- 2015 : Diversion (Focus) avec Glenn Ficarra
- 2016 : Whiskey Tango Foxtrot avec Glenn Ficarra
- 2016-2018 : This Is Us (série TV) - 7 épisodes avec Glenn Ficarra

### Scénariste
- 1998-2000 : Les Castors allumés (The Angry Beavers)
- 2001 : Comme chiens et chats (Cats & Dogs)
- 2003 : Bad Santa
- 2005 : Bad News Bears
- 2009 : I Love You Phillip Morris
- 2010 : Comme chiens et chats : La Revanche de Kitty Galore (Cats and Dogs: The Revenge of Kitty Galore)
- 2011 : Pharm Girl
- 2015 : Diversion (Focus)
- 2021 : Jungle Cruise de Jaume Collet-Serra

### Producteur
- 2016 : Cigognes et Cie